# Badnavirus
Badnavirus ist eine Gattung aus der Familie der Caulimoviridae. Sie umfasst alle aus der Aufteilung der früheren Spezies (Art) Cacao swollen shoot Virus (CSSV) durch das International Committee on Taxonomy of Viruses (ICTV) hervorgegangenen Viren, die den Kakaobaum (Theobroma cacao) infizieren und durch Schmierläuse (Pseudococcidae) über das Saugen des Pflanzensaftes übertragen werden, zusammen mit einer Reihe anderer Pflanzenviren. 
Diese CSSVs wurden bislang nur in westafrikanischen Kakaoplantagen gefunden, überwiegend in Ghana, Togo und Nigeria. Das Absterben der Pflanzen durch eine CSSV-Infektion und die rasche Verbreitung innerhalb einer Plantage ist eine erhebliche wirtschaftliche Bedrohung des Kakaoanbaus.
Im Jahr 1963 wurde erstmals ein CSSV als stäbchenförmiges, unbehülltes Virus dargestellt und als Erreger der Mosaikkrankheit des Kakaobaumes identifiziert.

Genom der Gattung Badnavirus

Ein CSSV-Genom wurde erstmals 1991 charakterisiert;
es besteht aus einer zirkulären, doppelsträngigen DNA, die partiell einzelsträngige Regionen besitzt. Das Genom wird mittels einer Reversen Transkriptase aus einer RNA-Vorstufe generiert, weshalb CSSV bzw. Badnavirus den echten Retroviren (Retroviridae) nahesteht.

## Systematik
Das ICTV hat mit Stand 5. April 2024 folgende Mitglieder der Gattung Badnavirus bestätigt:
Gattung Badnavirus (die CSS-Viren sind hervorgehoben)
- Spezies Badnavirus aglaonemae
  - Aglaonema bacilliform virus (ABV)
- Spezies Badnavirus alphacolocalasiae
  - Taro bacilliform virus (TaBV)
- Spezies Badnavirus alphadioscoreae
  - Dioscorea bacilliform AL virus (DBALV)
- Spezies Badnavirus alphainflatheobromae
  - Cacao swollen shoot CD virus (CSSCDV)
- Spezies Badnavirus alphamaculaflavicannae
  - Canna yellow mottle associated virus (CaYMaV)
- Spezies Badnavirus alphananas
  - Pineapple bacilliform CO virus (PBCOV)
- Spezies Badnavirus alphasacchari
  - Sugarcane bacilliform guadeloupe A virus (SCBGAV)
- Spezies Badnavirus alphavirgamusae
  - Banana streak GF virus (BSGFV)
- Spezies Badnavirus betacolocalasiae
  - Taro bacilliform CH virus (TaBCHV)
- Spezies Badnavirus betadioscoreae
  - Dioscorea bacilliform AL virus 2 (DBALV2)
- Spezies Badnavirus betainflatheobromae
  - Cacao swollen shoot CE virus (CSSCEV)
- Spezies Badnavirus betamaculaflavicannae
  - Canna yellow mottle virus (CaYMV)
- Spezies Badnavirus betananas
  - Pineapple bacilliform er virus (PBERV)
- Spezies Badnavirus betasasacchari
  - Sugarcane bacilliform guadeloupe D virus (SCBGDV)
- Spezies Badnavirus betavirgamusae
  - Banana streak IM virus (BSIMV)
- Spezies Badnavirus decoloratiovitis
  - Grapevine roditis leaf discoloration-associated virus (GRLDaV)
- Spezies Badnavirus deltadioscoreae
  - Dioscorea bacilliform RT virus 1 (DBRTV1)
- Spezies Badnavirus deltainflatheobromae
  - Cacao swollen shoot Ghana N virus (CSSGNV)
- Spezies Badnavirus deltasacchari
  - Sugarcane bacilliform MO virus (SCBMOV)
- Spezies Badnavirus deltavirgamusae
  - Banana streak OL virus (BSOLV)
- Spezies Badnavirus epsilondioscoreae
  - Dioscorea bacilliform RT virus 2 (DBRTV2)
- Spezies Badnavirus epsiloninflatheobromae
  - Cacao swollen shoot Ghana Q virus (CSSGQV)
- Spezies Badnavirus epsilonvirgamusae
  - Banana streak UA virus (BSUAV)
- Spezies Badnavirus etadioscoreae
  - Dioscorea bacilliform SN virus (DBSNV)
- Spezies Badnavirus etainflatheobromae
  - Cacao swollen shoot Togo B virus (CSSTBV, CSSToBV) mit Agou1-93[7]
- Spezies Badnavirus etavirgamusae
  - Banana streak UL virus (BSULV)
- Spezies Badnavirus fici
  - Fig badnavirus 1 (FBV1)
- Spezies Badnavirus gammadioscoreae
  - Dioscorea bacilliform ES virus (DBESV)
- Spezies Badnavirus gammainflatheobromae
  - Cacao swollen shoot Ghana M virus (CSSGMV)
- Spezies Badnavirus gammasacchari
  - Sugarcane bacilliform IM virus (SCBIMV)
- Spezies Badnavirus gammavirgamusae
  - Banana streak MY virus (BSMYV)
- Spezies Badnavirus iotavirgamusae
  - Banana streak VN virus
- Spezies Badnavirus maculacommelinae (ehem. Typusspezies)
  - Commelina yellow mottle virus (ComYMV)
- Spezies Badnavirus maculadracaenae
  - Dracaena mottle virus (DrMV)
- Spezies Badnavirus maculaepiphylli
  - Epiphyllum mottle-associated virus (EpMoaV)
- Spezies Badnavirus maculahederae
  - Ivy ringspot-associated virus (IRSaV)
- Spezies Badnavirus maculakalanchoes
  - Kalanchoë top-spotting virus (KTSV)
- Spezies Badnavirus maculapiperis
  - Piper yellow mottle virus (PYMoV)
- Spezies Badnavirus maculasmallanthi
  - Yacon necrotic mottle virus (YNMoV)
- Spezies Badnavirus maculaspiraeae
  - Spiraea yellow leafspot virus (SYLSV)
- Spezies Badnavirus maculaucubae
  - Aucuba ringspot virus (AuRV)
- Spezies Badnavirus meliae
  - Chinaberry tree badnavirus 1 (ChTBV1)
- Spezies Badnavirus mori
  - Mulberry badnavirus 1 (MBV1)
- Spezies Badnavirus necrozamiae
  - Cycad leaf necrosis virus (CLNV)
- Spezies Badnavirus occultipomeae
  - Sweet potato pakakuy virus (SPPV)
- Spezies Badnavirus phirubi
  - Blackberry virus F (BVF)
- Spezies Badnavirus reterubi
  - Rubus yellow net virus (RYNV)
- Spezies Badnavirus rutilanscamelliae
  - Camellia lemon glow virus (CLGV)
- Spezies Badnavirus tessellocastaneae
  - Chestnut mosaic virus (ChMV)
- Spezies Badnavirus tessellocitri
  - Citrus yellow mosaic virus (CiYMV)
- Spezies Badnavirus tessellopolysciatis
  - Polyscias mosaic virus (PoMV)
- Spezies Badnavirus tessellostyphnolobii
  - Pagoda yellow mosaic associated virus (PYMaV)
- Spezies Badnavirus tessellotheobromae
  - Cacao mild mosaic virus (CMMV)
- Spezies Badnavirus tesselloziziphi
  - Jujube mosaic-associated virus (JuMaV)
- Spezies Badnavirus tetadioscoreae
  - Dioscorea bacilliform TR virus (DBTRV)
- Spezies Badnavirus theobromae
  - Cacao bacilliform Sri Lanka virus (CBSLV)
- Spezies Badnavirus thetavirgamusae
  - Banana streak UM virus (BSUMV)
- Spezies Badnavirus venabougainvilleae
  - Bougainvillea chlorotic vein banding virus (BCVBV)
- Spezies Badnavirus venacodonopsis
  - Codonopsis vein clearing virus (CoVCV)
- Spezies Badnavirus venaribis
  - Gooseberry vein banding associated virus (GVBaV)
- Spezies Badnavirus venatheobromae
  - Cacao yellow vein banding virus (CYVBV)
- Spezies Badnavirus venavitis
  - Grapevine vein clearing virus (GVCV)
- Spezies Badnavirus venazanthoxyli
  - Green Sichuan pepper vein clearing-associated virus (GSPVCaV)
- Spezies Badnavirus vitis
  - Grapevine badnavirus 1 (GBV1)
- Spezies Badnavirus volubetulae
  - Birch leaf roll-associated virus (BLRaV)
- Spezies Badnavirus wisteriae
  - Wisteria badnavirus 1 (WBV1)
- Spezies Badnavirus zetadioscoreae
  - Dioscorea bacilliform RT virus 3 (DBRTV3)
- Spezies Badnavirus zetainflatheobromae
  - Cacao swollen shoot Togo A virus (CSSTAV, CSSToAV)
- Spezies Badnavirus zetavirgamusae
  - Banana streak UI virus (BSUIV)

Dazu kommen noch weitere vorgeschlagene, bis dato noch nicht bestätigte Spezies, darunter als CSSVs:
- Spezies Cacao swollen shoot Ghana J virus (CSSGJV)
- Spezies Cacao swollen shoot Ghana K virus (CSSGKV)
- Spezies Cacao swollen shoot Ghana L virus (CSSGLV)
- Spezies Cacao swollen shoot Ghana P virus (CSSGPV)
- Spezies Cacao swollen shoot Ghana R virus (CSSGRV)
- Spezies Cacao swollen shoot Ghana S virus (CSSGSV)
- Spezies Cacao swollen shoot Ghana T virus (CSSGTV)

Die vorgeschlagenen Spezies S und T haben bisher (Stand 2017) nur unvollständig entschlüsseltes Genom.

## Morphologie
Die unbehüllten Virusteilchen (Virionen) der CSSVs sind wie alle Badnaviren stäbchenförmig („bazilliform“) und gleichförmig 30 nm breit; ihre Länge beträgt durchschnittlich 130 nm, variiert jedoch zwischen 60 und 900 nm. Ausgehend von einer idealen ikosaedrischen (isometrischen) Symmetrie des Kapsids entsteht die längliche Form durch wiederholt eingefügte Ringe aus Hexameren, die eine langgestreckte stäbchenförmige („bacilliforme“), nicht-isometrischen Gestalt entstehen lassen. Sie können daher ein vergleichsweise größeres Genom aufnehmen.

## Genom
Das Genom von CSSTBV besitzt rund 7161 bp (Referenzstamm Agou1) und umfasst wahrscheinlich fünf offene Leserahmen (englisch Open Reading Frames, ORFs) 1, 2, 3, X und Y, die sich alle auf dem Plusstrang des doppelsträngigen DNA-Genoms befinden. 
Die ORFs 1 und 2 codieren für Proteine unbekannter Funktion, wobei das ORF 2 ein DNA-bindendes Protein darstellt. Das Genprodukt des ORF 3 (211 kDa) kann in drei unterschiedliche Regionen unterteilt werden, wobei die Region 1 ein für die direkte Ausbreitung des Virus zwischen Zellen wichtiges Protein codiert. Das Produkt der Region 2 ist das virale Kapsidprotein. Die Region 3 schließlich besitzt die Struktureigenschaften einer DNA-Polymerase, Reversen Transkriptase und RNase H, wie sie für Pararetroviren typisch sind. Die ORFs X und Y (13 und 14 kDa) überlappen den ORF 3 und sind in keiner anderen beschriebenen Spezies der Gattung Badnavirus vorhanden. Wie bei anderen Caulimoviridae ebenfalls besitzt das CSSV eine ähnliche Genomorganisation wie die umhüllten Hepadnaviridae bei Tieren.

## Erkrankung
Die CSS-Viren vermögen auch experimentell nur die Kakaopflanze zu infizieren. Wie alle Viren der Gattung Badnavirus infizieren die CSSVs nicht alle Zellen der Wirtspflanze, sondern sind auf Zellen des Leitbündels beschränkt. Virionen der CSSVs können überwiegend in begleitenden Zellen des Blattphloems und weniger in denen des Xylems beobachtet werden.
Nach einer Inkubationszeit von 4 bis 7 Wochen treten die Symptome der Infektion an der Pflanze hervor, die zunächst die Blätter betreffen. Die spätere typische Anschwellung des Stammes und junger Triebe (shoot swelling) beruht auf einem übermäßigen, regenerativen Wachstum der Rinde und der Leitungsbündel des Stammes und wird nach 8–11 Wochen sichtbar. Der Nachweis einer Erkrankung von Plantagenpflanzen kann in einem frühen Stadium (6 bis 20 Tage nach Infektion) mittels Polymerase-Kettenreaktion erfolgen.